# Blend of America
Blend of America är ett klädmärke som startade 1993 och tillverkar flera olika klädesplagg. Störst på jeans. Det förväxlas ofta med cigarettföretaget Blend som inte har någonting alls med det att göra. I Sverige finns fyra Blend of America-butiker (från Luleå i norr till Kristianstad i söder), bland annat hos Team Sportia.